# Sogni di gloria - La rivincita di Raf
Sogni di gloria - La rivincita di Raf (High Speed) è un film del 2003 diretto da Jeff Jensen. È il sequel del lungometraggio Sogni di gloria (The Ride) che vede anche questa volta la partecipazione dell'attore italiano Massimo Ghini.

## Trama
Dopo aver vinto il campionato inglese della 250 cc, Raf insieme al suo grande amico Ruben vengono assunti all'Aprilia per partecipare al campionato della Superbike World Championship. Già alla prima gara della stagione disputata sul Circuito di Valencia, Raf fa vedere il suo pontenziale compiendo un sorpasso "proibito" all'ultimo giro ai danni dell'altro compagno di scuderia Gundelach riuscendo a vincere il gran premio e creando scintille tra i due in conferenza stampa. Intanto, Lucas, il team manager, facendogli sfruttare al meglio il momento di gloria gli presenta Francesca che gli farà da agente. Da quel momento Raf preoccupato per i debiti di gioco accumulati ancora una volta dal padre Mario si lascia trascinare dal successo non rendendo più in pista, fino a quando sul circuito di Lausitz viene coinvolto in un incidente che gli costa le gambe al suo amico fraterno Ruben, ma Raf prosegue a battagliare con Gundelach fino al termine della gara, arrivando al successo. A seguito di ciò i media e soprattutto Savannah giudicano male il gesto di Raf che a seguito di un colloquio con Lucas nel post gara viene sospeso dall'attività. Quando tutto sembra mettersi male per Raf, viene trovato un video nello schermo della moto di Gundelach che, insieme anche alle parole di Ruben, porterà alla non colpevolezza di Raf nell'incidente.
Messo a posto il presente, il padre Mario recupera il debito con gli usurai, Savannah dichiara il suo amore per Raf e Ruben viene assunto come giornalista sportivo diventando il partner di Francesca. Raf viene reintegrato nel team e dopo aver dato una buona impressione nelle restanti gare, aiuta il rivale ed infine Gundelach a vincere il mondiale guadagnandosi la riconferma per la stagione successiva.

## Produzione
Il film è stato prodotto da Eagle Pictures ed è stato girato in Italia nei circuiti di Vallelunga, all'Autodromo Enzo e Dino Ferrari di Imola e nel circuito di prova, nella sede dell'Aprilia a Noale, in Inghilterra e in Spagna sul Circuito di Valencia.
Nel film vengono citati e spesso inquadrati i piloti e i team della stagione 2002 del Campionato mondiale Superbike. Nelle registrazioni delle gare vengono mescolate riprese di vari circuiti alternati a scene delle vere gare di Superbike del campionato 2002.